# Regione di Yangon
La regione di Rangoon o regione di Yangon è una divisione amministrativa della Birmania. Confina con la regione di Bago e con la regione di Ayeyarwady. La divisione di Yangon è la zona più sviluppata del paese industrialmente, in quanto in essa risiede la città di Yangon, ex capitale e tuttora cuore economico della Birmania.